# Madhuca betis
Madhuca betis är en tvåhjärtbladig växtart som först beskrevs av Francisco Manuel Blanco, och fick sitt nu gällande namn av James Francis Macbride. Madhuca betis ingår i släktet Madhuca och familjen Sapotaceae. IUCN kategoriserar arten globalt som sårbar. Inga underarter finns listade i Catalogue of Life.